# Bill Hunter Memorial Trophy
Die Bill Hunter Memorial Trophy ist eine Eishockeytrophäe der Western Hockey League. Die Trophäe wird seit der Saison 1966/67 jährlich an den besten Abwehrspieler der WHL vergeben. Der Sieger nimmt seit 1988 auch an der Wahl zum CHL Defenceman of the Year teil.
Die Trophäe ist nach Bill Hunter, dem Gründer der Edmonton Oil Kings, benannt.

## Gewinner der Auszeichnung
Erläuterungen: Farblich unterlegte Spieler haben im selben Jahr den CHL Defenceman of the Year Award gewonnen.
| Jahr    | Gewinner                     | Team                                        |
| ------- | ---------------------------- | ------------------------------------------- |
| 2024/25 | Tyson Jugnauth               | Portland Winterhawks                        |
| 2023/24 | Denton Mateychuk             | Moose Jaw Warriors                          |
| 2022/23 | Olen Zellweger               | Kamloops Blazers                            |
| 2021/22 | Olen Zellweger               | Everett Silvertips                          |
| 2020/21 | Braden Schneider             | Brandon Wheat Kings                         |
| 2019/20 | Ty Smith                     | Spokane Chiefs                              |
| 2018/19 | Ty Smith                     | Spokane Chiefs                              |
| 2017/18 | Kale Clague                  | Brandon Wheat Kings Moose Jaw Warriors      |
| 2016/17 | Ethan Bear                   | Seattle Thunderbirds                        |
| 2015/16 | Iwan Proworow                | Brandon Wheat Kings                         |
| 2014/15 | Shea Theodore                | Seattle Thunderbirds                        |
| 2013/14 | Derrick Pouliot              | Portland Winterhawks                        |
| 2012/13 | Brenden Kichton              | Spokane Chiefs                              |
| 2011/12 | Alex Petrovic                | Red Deer Rebels                             |
| 2010/11 | Stefan Elliott               | Saskatoon Blades                            |
| 2009/10 | Tyson Barrie                 | Kelowna Rockets                             |
| 2008/09 | Jonathon Blum                | Vancouver Giants                            |
| 2007/08 | Karl Alzner                  | Calgary Hitmen                              |
| 2006/07 | Kris Russell                 | Medicine Hat Tigers                         |
| 2005/06 | Kris Russell                 | Medicine Hat Tigers                         |
| 2004/05 | Dion Phaneuf                 | Red Deer Rebels                             |
| 2003/04 | Dion Phaneuf                 | Red Deer Rebels                             |
| 2002/03 | Jeff Woywitka                | Red Deer Rebels                             |
| 2001/02 | Dan Hamhuis                  | Prince George Cougars                       |
| 2000/01 | Christian Chartier           | Prince George Cougars                       |
| 1999/00 | Micki DuPont                 | Kamloops Blazers                            |
| 1998/99 | Brad Stuart                  | Calgary Hitmen                              |
| 1997/98 | Michal Rozsíval              | Swift Current Broncos                       |
| 1996/97 | Chris Phillips               | Lethbridge Hurricanes                       |
| 1995/96 | Nolan Baumgartner            | Kamloops Blazers                            |
| 1994/95 | Nolan Baumgartner            | Kamloops Blazers                            |
| 1993/94 | Brendan Witt                 | Seattle Thunderbirds                        |
| 1992/93 | Jason Smith                  | Regina Pats                                 |
| 1991/92 | Richard Matvichuk            | Saskatoon Blades                            |
| 1990/91 | Darryl Sydor                 | Kamloops Blazers                            |
| 1989/90 | Kevin Haller                 | Regina Pats                                 |
| 1988/89 | Dan Lambert                  | Swift Current Broncos                       |
| 1987/88 | Greg Hawgood                 | Kamloops Blazers                            |
| 1986/87 | Glen Wesley Wayne McBean     | Portland Winter Hawks Medicine Hat Tigers   |
| 1985/86 | Glen Wesley Emanuel Viveiros | Portland Winter Hawks Prince Albert Raiders |
| 1984/85 | Wendel Clark                 | Saskatoon Blades                            |
| 1983/84 | Bob Rouse                    | Lethbridge Broncos                          |
| 1982/83 | Gary Leeman                  | Regina Pats                                 |
| 1981/82 | Gary Nylund                  | Portland Winter Hawks                       |
| 1980/81 | Jim Benning                  | Portland Winter Hawks                       |
| 1979/80 | Dave Babych                  | Portland Winter Hawks                       |
| 1978/79 | Keith Brown                  | Portland Winter Hawks                       |
| 1977/78 | Brad McCrimmon               | Brandon Wheat Kings                         |
| 1976/77 | Barry Beck                   | New Westminster Bruins                      |
| 1975/76 | Kevin McCarthy               | Winnipeg Clubs                              |
| 1974/75 | Rick Lapointe                | Victoria Cougars                            |
| 1973/74 | Pat Price                    | Saskatoon Blades                            |
| 1972/73 | George Pesut                 | Saskatoon Blades                            |
| 1971/72 | Jimmy Watson                 | Calgary Centennials                         |
| 1970/71 | Ron Jones                    | Edmonton Oil Kings                          |
| 1969/70 | Jim Hargreaves               | Winnipeg Jets                               |
| 1968/69 | Dale Hoganson                | Estevan Bruins                              |
| 1967/68 | Gerry Hart                   | Flin Flon Bombers                           |
| 1966/67 | Barry Gibbs                  | Estevan Bruins                              |